# ردوود (نیویورک)
ردوود (به انگلیسی: Redwood) یک منطقهٔ مسکونی در ایالات متحده آمریکا است که در شهرستان جفرسون، نیویورک واقع شده‌است. ردوود ۶٫۶ کیلومتر مربع مساحت و ۶۰۵ نفر جمعیت دارد و ۱۱۲ متر بالاتر از سطح دریا واقع شده‌است.